# Bufleben
Bufleben est une ancienne commune allemande de l'arrondissement de Gotha en Thuringe, faisant partie de la communauté d'administration Mittleres Nessetal.

## Géographie

Situation de la commune (en rouge) dans l'arrondissement de Gotha

Bufleben est située au nord de l'arrondissement, dans le bassin de Thuringe, dans la vallée de la Nesse à 6 km au nord-est de Gotha, le chef-lieu de l'arrondissement.
Bufleben appartient à la communauté d'administration Mittleres Nessetal (Verwaltungsgemeinschaft Mittleres Nessetal) et est composée de trois villages : Bufleben, Pfullendorf et Hausen.
Communes limitrophes (en commençant par le nord et dans le sens des aiguilles d'une montre) : Ballstädt, Eschenbergen, Molschleben, Friemar, Gotha, Remstädt, Warza et Westhausen.

## Histoire
La première mention du village de Bufleben, sous le nom de Bufileba, date de 874 dans un document de l'abbaye de Fulda relatant la querelle entre l'abbé de Fulda et l'archevêque de Mayence sur la perception de la dîme dans de nombreux villages thuringeois et de l'arbitrage émis en faveur de l'abbaye de Fulda par le roi Louis II de Germanie. Hausen apparaît en 1123 et Pfullendorf en 1166.
En 1524 a lieu la Buflaber Bierkrieg, guerre de la bière, révolte des habitants de Bufleben contre l'interdiction ducale de la bière locale.
Bufleben a fait partie du duché de Saxe-Cobourg-Gotha (cercle de Gotha). L'ouverture de salines en 1828 concourt à la prospérité du village, elles seront en fonction jusqu'en 1936.
En 1922, après la création du land de Thuringe, Bufleben est intégrée au nouvel arrondissement de Gotha avant de rejoindre le district d'Erfurt en 1949 pendant la période de la République démocratique allemande jusqu'en 1990. Les communes de Pfullendorf et Hausen sont incorporées à Bufleben en 1974.

## Démographie
Commune de Bufleben :
| 1910  | 1933  | 1939  | 1995  | 2000  | 2005  | 2010  |
| ----- | ----- | ----- | ----- | ----- | ----- | ----- |
| 1 072 | 1 076 | 1 187 | 1 047 | 1 124 | 1 083 | 1 058 |

## Politique
À l'issue des élections municipales du 7 juin 2009, le Conseil municipal, composé de 12 sièges, est composé comme suit :
| Parti                    | Nombre de conseillers | Pourcentage de voix |
| ------------------------ | --------------------- | ------------------- |
| Burger Initiative B/H/Pf | 7                     | 51,5 %              |
| FW Nessetal B/H/Pf       | 5                     | 48,5 %              |

## Communications
La commune est traversée par la route L1043 Gotha-Ballstädt. La L2123 à l'ouest vers Warza et Goldbach.